# Mitsulevka
Mitsulevka (en rus: Мицулевка) és un poble de l'óblast de Sakhalín, a l'Extrem Orient de Rússia, que el 2013 tenia 312 habitants. Pertany al districte d'Aniva.